# SOLIA (音楽グループ)
SOLIA（ソリア、朝: 쏠리아）は、韓国の女性アイドルグループ。2021年8月17日に『DREAM』でデビュー。Space Music Entertainment所属。

## 概要
デビューして5日で解散したグループとしても知られる。
グループ名は、「Special Our Light Influence Artist」からそれぞれの単語の頭文字をとったものである。

## 解散
8月22日、「会社の事情によりグループを率いることができなくなったため、グループは解散する」と発表した。
8月26日、会社は解散の理由について「メンバー全員が自分の進路がどうあるべきかについて異なる考えを持っていた。会社とグループの間で話し合いの結果、メンバーがそれぞれの望む道を歩むことができるようにグループを解散する方がよいと判断した」ということを明らかにした。

## 来歴
2021年
2月2日、Space Music Entertainmentは、ソリ、ソナ、ソヨン、ハヨン、ウンビの5人で構成されたグループをデビューさせると発表。
8月17日、『DREAM』をリリースし、デビュー。
8月22日、Space Music Entertainmentは、SOLIAが解散することを発表。

## メンバー
| 名前               | 本名           | 本名     | 本名     | 本名        | 生年月日              | 出生地/出身地 | ポジション                     | メンバーカラー | 備考                   |
| 名前               | 仮名           | ハングル | 漢字表記 | ローマ字    | 生年月日              | 出生地/出身地 | ポジション                     | メンバーカラー | 備考                   |
| ------------------ | -------------- | -------- | -------- | ----------- | --------------------- | ------------- | ------------------------------ | -------------- | ---------------------- |
| ソリ SOREE 소리    | イム・ソリ     | 임소리   |          | Lim Soree   | 1996年3月10日（29歳） | 韓国          | リーダー、メインラッパー       | パープル       | - 元Like Meメンバー。  |
| ソナ SUNA 선아     | オ・ソニョン   | 오선영   |          | Oh Sunyoung | 1996年3月27日（28歳） | 韓国          | メインボーカル                 | オレンジ       | - 元SIOSIJAKメンバー。 |
| ソヨン SOYEON 소연 | チュ・ソヨン   | 추소연   |          | Chu Soyeon  | 1996年6月28日（28歳） | 韓国          | リードボーカル、リードダンサー | イエロー       | - 元YOURSメンバー。    |
| ハヨン HAYEON 하연 | アン・ジュヨン | 안주연   | 妟周軟   | Ahn Juyeon  | 1998年4月24日（26歳） | 韓国          | サブボーカル、サブダンサー     | グリーン       | - 元SIOSIJAKメンバー。 |
| ウンビ EUNBI 은비  | イム・ウニ     | 임은희   |          | Lim Eunhee  | 1998年6月4日（26歳）  | 韓国          | メインダンサー、マンネ         | レッド         | - 元SIOSIJAKメンバー。 |

## ディスコグラフィ

### ミニアルバム
| No. | タイトル                | 収録曲                    |
| --- | ----------------------- | ------------------------- |
| 1st | DREAM （2021年8月17日） | 1. DREAM 2. DREAM (Inst.) |

### ミュージックビデオ
| 年     | 楽曲    |
| ------ | ------- |
| 2021年 | - DREAM |